# Joran van der Sloot
Joran Andreas Petrus van der Sloot (Arnhem, 6 agosto 1987) è un criminale olandese, condannato per l'omicidio del 2010 di Stephany Flores Ramírez commesso a Lima, in Perù.
È salito all'attenzione pubblica per la prima volta come principale sospettato della scomparsa di Natalee Holloway nel 2005. Il 18 ottobre 2023, van der Sloot ha ammesso di aver ucciso Holloway picchiandola a morte dopo che aveva rifiutato le sue avances, e di aver fatto sparire il corpo.
I casi Holloway e Flores hanno entrambi attirato l'attenzione dei media; la rivista Time ha dichiarato l'arresto di van der Sloot la notizia di cronaca nera più importante del 2010.

## Biografia
Joran van der Sloot è nato nella città olandese di Arnhem, come uno dei tre figli di Paulus van der Sloot (1952–2010), un avvocato, e Anita van der Sloot-Hugen, un'insegnante d'arte. Nel 1990, la sua famiglia si trasferì da Arnhem ad Aruba, dove fu uno studente modello alla International School of Aruba.
A scuola, van der Sloot era estremamente dotato nel calcio e nel tennis; gareggiò con suo padre a tennis alla Moët & Chandon Anniversary Cup nel 2005, e sperava di giocare per la Saint Leo University. La madre di Joran disse che il figlio era un bugiardo abituale e che aveva la tendenza a uscire di casa di nascosto la notte per andare nei casinò.

### Scomparsa di Natalee Holloway
Il 29 maggio 2005, Van der Sloot incontrò Natalee Holloway al bar Carlos'n Charlie's nel centro di Oranjestad, ad Aruba. Holloway era una diciottenne americana, in vacanza scolastica ad Aruba per festeggiare l'imminente diploma. Holloway e Van der Sloot bevvero e ballarono insieme al bar. Quando il locale chiuse all'1:00 di notte, Holloway fu vista l'ultima volta mentre saliva in macchina con Van der Sloot e due fratelli, Deepak Kalpoe (ventun anni), e Satish Kalpoe (diciotto anni).
Il 9 giugno 2005, Van der Sloot ed entrambi i fratelli Kalpoe furono arrestati in relazione alla scomparsa di Holloway. I fratelli Kalpoe vennero rilasciati il 4 luglio, mentre Van der Sloot rimase in custodia. I fratelli furono nuovamente arrestati il 26 agosto con l'accusa di stupro e omicidio. Tutti e tre i sospettati vennero rilasciati il 3 settembre per mancanza di prove.
Dopo il suo rilascio, Van der Sloot fu obbligato a rimanere nel territorio olandese in attesa dei risultati delle indagini. Il 5 settembre 2005, tornò nei Paesi Bassi per studiare gestione aziendale internazionale presso la HAN University of Applied Sciences. Il 14 settembre, un tribunale superiore annullò le restrizioni di viaggio. Gerold G. Dompig, ex vice commissario della polizia di Aruba, dichiarò che gli arresti iniziali erano stati effettuati prematuramente sotto la pressione esercitata della famiglia di Holloway. Dompig accusò la famiglia di aver deviato le indagini rendendo difficile alla polizia raccogliere prove per risolvere il caso.

### La copertura mediatica
Il 26 settembre 2005, Van der Sloot dichiarò al programma televisivo americano A Current Affair che né lui né i fratelli Kalpoe avevano avuto rapporti sessuali con Holloway, ma ammise che inizialmente avevano concordato di mentire alle autorità. Affermò che inizialmente avevano detto alla polizia che Holloway era stata lasciata da sola davanti al suo hotel, mentre in seguito disse che lui e la ragazza erano stati lasciati in spiaggia e che, in seguito, a sua volta se n'era andato, lasciando Holloway da sola in spiaggia su sua richiesta, azione della quale si sarebbe pentito.
Il 6 febbraio 2006, nel programma Good Morning America della ABC, i genitori di Van der Sloot dichiararono che il loro figlio era stato ingiustamente preso di mira e che l'indagine li aveva lasciati devastati. In seguito, quello stesso mese, mentre Van der Sloot e suo padre erano a New York City per un'intervista con Primetime della ABC, vennero citati in giudizio dai genitori di Natalee, Beth e Dave Holloway, per lesioni personali; il caso fu archiviato per motivi di giurisdizione quell'agosto.
Nell'aprile 2007, Van der Sloot e un reporter pubblicarono un libro sul caso. Van der Sloot iniziò a scriverlo mentre frequentava corsi di economia ad Arnhem. Nell'introduzione affermò di voler essere "onesto su tutto quello che è accaduto".

### Ricerca e arresto del 2007
Il 27 aprile 2007, una nuova ricerca che ha coinvolto circa venti investigatori venne avviata presso la casa dei genitori di Van der Sloot ad Aruba. Le autorità olandesi perquisirono il cortile e l'area circostante, utilizzando pale e sottili aste di metallo per sondare il terreno. Un portavoce dell'ufficio del procuratore, Vivian van der Biezen, dichiarò: "L'indagine non si è mai fermata e le autorità olandesi stanno esaminando completamente il caso per nuove indicazioni". Gli investigatori non rivelarono cosa avesse spinto la nuova ricerca, tranne che non era correlata al libro di Van der Sloot.
Il 21 novembre 2007, Van der Sloot e i fratelli Kalpoe furono nuovamente arrestati ad Arnhem e ad Aruba, rispettivamente, per "sospetto di coinvolgimento in omicidio colposo volontario e gravi lesioni personali che hanno causato la morte di Natalee Holloway" a causa di ciò che l'ufficio del procuratore di Aruba dichiarò essere "nuove prove incriminanti" relative alla scomparsa di Holloway. Van der Sloot tornò ad Aruba il 23 novembre e un'udienza del tribunale il 26 novembre stabilì che la sua detenzione continuasse per otto giorni. I fratelli Kalpoe furono rilasciati il 1º dicembre, mentre Van der Sloot ricevette l'ordine di rilascio il 7 dicembre; fu rilasciato senza accusa lo stesso giorno.

### Operazione del 2008
L'11 gennaio 2008, mentre era ospite del talk show notturno olandese Pauw & Witteman, Van der Sloot gettò un bicchiere di vino rosso in faccia al cronista di cronaca nera Peter de Vries, che lo aveva provocato. Il 3 febbraio, andò in onda sulla televisione olandese un video realizzato di nascosto da De Vries, nel quale si vedeva Van der Sloot fumare marijuana e ammettere di aver assistito alla morte di Holloway. Lo spettacolo fu visto da 7 milioni di persone nei Paesi Bassi e fu il programma non sportivo più popolare nella storia della televisione olandese.
Per ottenere la registrazione, De Vries aveva messo su un'operazione di sotto copertura avvalendosi dell'assistenza di Patrick van der Eem, che aveva stretto amicizia con Van der Sloot per riprenderlo a sua insaputa: Van der Sloot aveva ammesso che Holloway avesse avuto "una specie di crisi epilettica" mentre avevano un rapporto sessuale in spiaggia e, non riuscendo a rianimarla, aveva chiamato un amico di nome "Daurdy". Invece di chiamare i soccorsi o di assicurarsi che Hallowey fosse ancora viva, "Daurdy" caricò il corpo su una barca per poi gettarlo in mare. Il pubblico ministero di Aruba stabilì che il video era ammissibile, ma le prove furono considerate "insufficienti" per giustificare qualsiasi arresto. Sebbene la confessione registrata sembrasse schiacciante, Van der Sloot sostenne di aver mentito a Van der Eem per impressionarlo, credendo che la sua nuova conoscenza fosse uno spacciatore di droga.
Il 22 settembre 2008, a New York City, De Vries, accompagnato da Beth Holloway, ricevette un Emmy Award internazionale nella categoria Current Affairs per il suo lavoro sotto copertura nel caso della scomparsa di Natalee Holloway. Sotto la pressione generata dal programma Pauw & Witteman , Van der Sloot si ricoverò volontariamente in una clinica psichiatrica, prima di lasciare i Paesi Bassi per andare in Thailandia. Si trasferì a Muang Ake, un sobborgo di Bangkok, con l'intenzione di studiare economia alla Rangsit University, ma abbandonò gli studi e acquistò Sawadee Cup, un ristorante vicino al campus che serviva panini e pizza.
Nel novembre 2008, De Vries mandò in onda un altro filmato ottenuto durante l'operazione sotto copertura, in cui si vede Van der Sloot fare preparativi apparentemente per il traffico sessuale di donne thailandesi a Bangkok verso l'Europa. De Vries affermò che Van der Sloot guadagnava 13.000 $ per ogni donna venduta alla prostituzione nei Paesi Bassi. Van der Sloot avrebbe utilizzato lo pseudonimo "Murphy Jenkins" per evitare le autorità thailandesi. Il ministro della Giustizia peruviano Aurelio Pastor in seguito dichiarò che la Thailandia stava perseguendo accuse penali contro Van der Sloot. Secondo il National Enquirer, era indagato dalle autorità thailandesi per il suo coinvolgimento nella scomparsa di giovani donne che avrebbe usato come schiave del sesso thailandesi, usando copertura un'identità di consulente di produzione di un'agenzia di modelle, mandando in apparenza le donne prigioniere in Europa per svolgere tale incarico.
Nel 2009, Van der Sloot venne interpretato dall'attore Jacques Strydom nel film televisivo della Lifetime Natalee Holloway, basato sul libro di Beth Holloway sulla scomparsa della figlia. Il film ottenne gli indici di ascolto televisivi più alti nella storia di Lifetime, che durava allora da undici anni. Lo stesso Van der Sloot guardò il film una sera del 2010, secondo il suo amico John Ludwick, e apparentemente confermò la veridicità di alcune scene. Il film ebbe un seguito, Justice for Natalee Holloway (2011), in cui Van der Sloot venne stavolta interpretato dall'attore Stephen Amell.
Nell'agosto 2009, Van der Sloot fu avvistato a Macao nell'Asia Pacific Poker Tour e, nello stesso anno, vinse oltre $ 12.000 in un torneo di poker online. Van der Sloot si descrisse sulla sua pagina YouTube come "un giocatore di poker professionista" e citò la guida strategica del poker di Barry Greenstein del 2005 come il suo libro preferito.
All'inizio del 2010, dopo la morte del padre Paulus, Van der Sloot vendette la sua attività di ristorazione a Bangkok e tornò ad Aruba.

### Il coinvolgimento del padre nel caso
Paulus van der Sloot fu arrestato il 22 giugno 2005, per essere interrogato sulla scomparsa di Holloway. Il 26 giugno, dopo tre giorni di interrogatorio, fu ordinato il suo rilascio. Secondo il procuratore capo di Aruba, uno dei fratelli Kalpoe disse agli investigatori che Paulus (che all'epoca si stava preparando per diventare giudice) disse al figlio che, senza un corpo, la polizia non avrebbe potuto investigare. Beth Holloway perseguitò i genitori di Van der Sloot nel circo mediatico su Aruba che si scatenò in seguito alla scomparsa di Natalee. Dichiarò che Paulus riconobbe che lui e la moglie non riuscivano a controllare il figlio e che lo avevano mandato da uno psichiatra.
Il 10 novembre 2005, Paulus vinse un'azione per detenzione ingiusta contro il governo di Aruba, venne assolto dalle accuse di sospettato e, pertanto, poté mantenere il suo contratto governativo. Paulus van der Sloot presentò poi una seconda azione, chiedendo un risarcimento economico per sé e la sua famiglia a causa del suo falso arresto. La causa ebbe inizialmente successo, ma l'assegnazione di 40.000 fiorini di Aruba fu annullata in appello. Le finanze della famiglia subirono drastici cali a causa dalle spese legali. Nel gennaio 2007, Paulus trovò lavoro come socio amministratore presso lo studio legale che lo aveva rappresentato.
Il 24 novembre 2008, On the Record della Fox News trasmise un'intervista a Joran van der Sloot in cui affermò di aver venduto Holloway come schiava sessuale, ricevendo denaro sia per il rapimento della ragazza sia per tacere sull'accaduto. Affermò inoltre di aver pagato i fratelli Kalpoe per farsi assistere e che suo padre Paulus pagò due ufficiali di polizia che avevano saputo che Holloway era stato portato in Venezuela per indurli al silenzio. Van der Sloot in seguito ritrattò le dichiarazioni che aveva rilasciato nell'intervista. Lo show trasmise parte di una registrazione audio fornita da Van der Sloot, che, a suo dire, era una conversazione telefonica tra lui e Paulus, in cui quest'ultimo dimostrava di essere a conoscenza del presunto coinvolgimento di suo figlio nel traffico di esseri umani. Secondo il procuratore Hans Mos, invece, l'altra voce udita nella registrazione non era quella di Paulus. Il quotidiano olandese De Telegraaf riferì che la presunta voce del "padre" era quasi certamente quella di Joran, che cercava di parlare a bassa voce. 
L'8 gennaio 2010, Paulus pose fine alla sua collaborazione con lo studio legale presso cui aveva lavorato. Il 10 febbraio 2010, mentre giocava a tennis ad Aruba, l'uomo morì di infarto all'età di 57 anni. Joran van der Sloot tornò ad Aruba poco dopo e iniziò a giocare d'azzardo. Sua madre, Anita, in seguito, osservò che il figlio aveva gravi problemi mentali e si era incolpato della morte del padre. A suo dire, Joran era partito per Aruba prima che lei potesse farlo internare contro la sua volontà, lasciando il biglietto: "Me ne vado, non preoccuparti".

### Omicidio di Stephany Flores
Il 30 maggio 2010 — il giorno del quinto anniversario della scomparsa di Holloway — Stephany Tatiana Flores Ramírez, ventunenne, morì all'Hotel TAC, nel distretto di Miraflores a Lima, in Perù. Il 2 giugno, un dipendente dell'hotel trovò il suo corpo (riportante segni di percosse) nella stanza 309, che era stata registrata a nome di Van der Sloot. Questi era uscito dall'hotel senza restituire la chiave della stanza e aveva lasciato la televisione accesa. Una racchetta da tennis, identificata dal medico legale come possibile arma del delitto, fu recuperata nella stanza.
Un ospite dell'hotel e un dipendente si fecero avanti per dire di aver visto Van der Sloot e la vittima entrare insieme nella stanza dell'hotel, e la polizia ottenne un video che mostrava i due che giocavano a carte allo stesso tavolo la sera prima all'Atlantic City Casino di Lima. Van der Sloot era arrivato in Perù attraverso la Colombia il 14 maggio 2010 per partecipare al Latin American Poker Tour.
Flores era una studentessa di economia che si era laureata a meno di un anno dall'Università di Lima. Era la figlia di Ricardo Flores, un importante uomo d'affari, organizzatore di spettacoli, ex presidente dell'Automobile Club peruviano e vincitore del rally "Caminos del Inca" nel 1991; l'uomo si era candidato come vicepresidente nel 2001 e come presidente cinque anni dopo.
Ricardo Flores disse che la polizia trovò droga da stupro nell'auto di sua figlia, parcheggiata a circa cinquanta isolati dall'hotel dove è morta. I suoi gioielli, soldi, documenti d'identità e carte di credito erano scomparsi, compresi circa mille dollari che suo padre le aveva dato per acquistare un computer portatile e oltre diecimila dollari che aveva vinto in precedenza al casinò. Flores avrebbe tenuto questi soldi nella sua auto, ma una perquisizione della polizia non trovò soldi al suo interno.
Dopo che la famiglia di Flores ne aveva denunciato la scomparsa, la polizia recuperò il nastro di sorveglianza dell'hotel e ottenne il nome e il numero di identificazione nazionale di Van der Sloot. La moglie di suo fratello scoprirono il passato di Van der Sloot in una ricerca su Google circa un'ora prima che il corpo della donna venisse trovato.

### Arresto del 2010
I funzionari peruviani nominarono Van der Sloot come unico sospettato nell'indagine sull'omicidio. Venne emesso un avviso dell'Interpol nei confronti di Van der Sloot e si suppose che fosse fuggito in Cile, forse con l'intenzione di tornare ad Aruba attraverso l'Argentina. Van der Sloot venne avvistato mentre entrava in Cile attraverso il valico di frontiera di Chacalluta, a nord di Arica, il 31 maggio 2010. La sua ex fidanzata, Melody Granadillo, disse che Van der Sloot le aveva inviato un messaggio di testo chiedendole soldi per acquistare un biglietto di ritorno per Aruba.
Il 3 giugno, Van der Sloot venne arrestato nei pressi di Curacaví dalla Polizia Investigativa del Cile mentre viaggiava su un taxi a noleggio sull'autostrada 68 tra la città costiera di Viña del Mar e la capitale Santiago. Aveva con sé un computer portatile, valuta estera, un porta biglietti da visita, carte dettagliate delle correnti oceaniche intorno a Lima e vestiti insanguinati. La scheda SIM del suo telefono era scomparsa, il che rese impossibile il tracciamento della sua posizione tramite cellulare.
L'uomo raccontò alla polizia cilena che dei rapinatori armati non identificati si erano nascosti nella sua stanza d'albergo e avevano ucciso Flores quando lei aveva disobbedito al loro ordine di stare zitta. L'avvocato olandese di Van der Sloot affermò che il suo cliente si stesse dirigendo a Santiago per costituirsi. Successivamente venne espulso e trasportato dalla polizia cilena su un Cessna 310 ad Arica per essere consegnato alle autorità peruviane al valico di frontiera di Chacalluta il 4 giugno.
Van der Sloot arrivò al quartier generale della polizia di Lima il 5 giugno, dove fu interrogato sull'omicidio Flores mentre era rappresentato dall'avvocato Luz Maria Romero Chinchay. L'ambasciata olandese fornì un traduttore per la sua difesa. Fu trattenuto in una cella al settimo piano e gli fu permesso di contattare sua madre. Van der Sloot venne messo sotto sorveglianza dalle guardie per prevenire un eventuale suicidio dopo che fu riferito che aveva deliberatamente sbattuto la testa contro un muro. Il 10 giugno, fu trasferito in una cella presso l'ufficio del procuratore nel centro di Lima.

### Indagine forense
Il video di sorveglianza dell'Atlantic City Casino registrò Flores vincere 10.000 dollari in un'area del tavolo da baccarà il 25 maggio 2010, mentre era accompagnata da un amico che non era van der Sloot. Secondo il portavoce del casinò, Luis Laos, la donna vinse anche 237 dollari giocando a poker il 29 maggio ed era consueto per le persone conoscere l'identità dei migliori vincitori. Laos affermò che van der Sloot non vinse soldi quella notte. Alle 3:00 del mattino del 30 maggio, Flores è stata registrata mentre entrava nel casinò da sola e camminava verso un tavolo da poker dove era seduto Van der Sloot. Van der Sloot non si era registrato per il Latin American Poker Tour e la scadenza per pagare la quota di iscrizione di 2.700 dollari per l'evento del 2 giugno al casinò era il 30 maggio.
La polizia diffuse un video di sicurezza dell'hotel che mostrava van der Sloot e Flores entrare insieme all'Hotel TAC intorno alle 5:00 del mattino del 30 maggio. Verso le 8:10 del mattino, si vede attraversare la strada per raggiungere un supermercato e tornare con dei panini e due tazze di caffè. Verso le 8:45 del mattino, si vede lasciare l'hotel da solo con i suoi bagagli.
Un'autopsia stabilì che Flores non avesse avuto rapporti sessuali prima della sua morte e che non fosse sotto l'effetto di abbastanza alcol da impedirle di resistere a un attacco. La donna subì un trauma cranico contundente, che le causò un'emorragia cerebrale, una frattura cranica e la rottura del collo. Riportò anche gravi ferite al viso e mostrava segni di asfissia, secondo i documenti del tribunale. Flores risultò positiva alla presenza di anfetamine. Il rapporto di laboratorio non indicava se la vittima avesse assunto la droga volontariamente o inconsapevolmente.
Le macchie sui vestiti di van der Sloot corrispondevano al gruppo sanguigno di Flores. Il sangue venne trovato anche sul pavimento, nel corridoio e sul materasso nella stanza dell'hotel. La polizia dichiarò che sarebbero stati condotti test del DNA sui vestiti, sulla pelle trovata sotto le unghie della vittima, e sulla racchetta da tennis precedentemente recuperata. Ricardo Flores disse in alcune interviste che il corpo di sua figlia dovesse essere riesumato per raccogliere le prove del DNA dell'unghia e che il suo corpo non era stato cremato per questo motivo.
Il 14 marzo 2011, la Polizia nazionale del Perù fornì all'FBI una copia dell'hard disk del computer portatile di van der Sloot. Il colonnello Oscar González, della divisione tecnica della polizia peruviana, dichiarò che l'indagine federale statunitense fosse interessata alle informazioni relative alla scomparsa di Holloway e alla presunta estorsione ai danni della sua famiglia. Gli investigatori peruviani stabilirono che il portatile avesse avuto accesso alle informazioni sul caso Holloway prima che Flores arrivasse nella stanza d'albergo di van der Sloot; era poi stato utilizzato per visitare due siti Web di poker più o meno nello stesso momento in cui Flores era presente nella stanza. Secondo un dossier della polizia, il portatile era stato poi utilizzato per cercare su Google gli argomenti "Relazione tra la polizia peruviana e quella cilena", " Pass di frontiera cileno ", "Autobus in Cile" e "Paesi che non estradano in America Latina".

### Confessione e ritrattazione
Dopo essersi inizialmente dichiarato innocente per l'omicidio di Flores, il 7 giugno 2010, dopo ore di interrogatorio, Van der Sloot avrebbe confessato di averla uccisa. Secondo un esperto di diritto peruviano, la confessione rientrava in una strategia difensiva volta a far ridurre l'accusa a omicidio colposo, punibile con una pena detentiva da sei a venti anni, mentre una condanna per omicidio avrebbe potuto comportare fino a 35 anni di reclusione. L'accusa chiese una condanna a trent'anni.
Il Perù non emette condanne all’ergastolo nei casi standard di omicidio e ha abolito la pena capitale in tutte le circostanze tranne quelle "eccezionali", come i crimini commessi in base alla legge militare. L’ergastolo può essere emesso per un omicidio commesso durante una rapina. Il presidente peruviano Alan García Pérez sfruttò il caso per chiedere il ripristino della pena di morte per omicidio.
Nella sua confessione scritta rilasciata dalla polizia peruviana, Van der Sloot raccontò di aver lasciato brevemente l'hotel per prendere un caffè e dei panini e di aver trovato al suo ritorno Flores che usava il suo computer portatile senza il suo permesso. Una fonte della polizia dichiarò che probabilmente la donna aveva scoperto il collegamento tra Van der Sloot e la sparizione di Holloway. Avrebbe avuto inizio una colluttazione e lei avrebbe tentato di scappare. Secondo la suddetta confessione scritta rilasciata dalle autorità peruviane, Van der Sloot dichiarò di non aver avuto intenzione di ucciderla, ma di aver perso la testa nello scoprire che Flores si fosse "intromessa nella sua vita privata", ragion per cui l'avrebbe colpita e di averla afferrata per il collo e uccisa a percosse quando lei avrebbe cercato di scappare. Sempre secondo la sua dichiarazione, Van der Sloot sarebbe stato sotto l'effetto di marijuana durante l'omicidio.
Un detective legato al caso affermò che Van der Sloot avesse pensato di sbarazzarsi del corpo in una valigia, ma cambiò idea per timore di essere fermato alla reception. Avrebbe bevuto un espresso e preso delle anfetamine per contrastare la stanchezza prima di fuggire dall'hotel.
Il capo della polizia criminale, Cesar Guardia, disse che Van der Sloot "si fosse lasciato sfuggire che conosceva il posto" dove sarebbe stato sepolto il corpo di Holloway. Guardia dichiarò che l'interrogatorio era limitato al loro caso in Perù, che ha considerato "praticamente chiuso", e che sono state evitate domande sulla scomparsa di Holloway. Guardia aggiunse che la confessione dovesse contenere delle bugie, perché il rapporto tossicologico di Van der Sloot negava che avesse assunto droga. L'uomo avrebbe probabilmente mentito perché i crimini commessi sotto l'effetto di droghe possono ottenere clemenza nei tribunali peruviani.
La Guardia ritenne che il movente del crimine fosse una rapina, mentre van der Sloot disse di aver ucciso Flores in quanto temeva che lo denunciasse alla polizia. Il 14 giugno, le autorità peruviane rilasciarono le trascrizioni scritte della presunta confessione di Van der Sloot. Sua madre Anita espresse la sua preoccupazione che la confessione di suo figlio potesse essere stata estorta. Secondo l'ex avvocato di Van der Sloot, sua madre gli aveva consigliato di non rilasciare dichiarazioni o firmare nulla, ma lui lo aveva già fatto.
Van der Sloot in seguito ritrattò la confessione in un'intervista che ebbe sede nella sua cella di prigione con De Telegraaf, sostenendo di essere stato costretto e "ingannato" dalla polizia con la promessa di essere trasferito nei Paesi Bassi. Affermò che, al momento in cui firmò i documenti della confessione, non ne capì il contenuto poiché erano in spagnolo, facendolo ugualmente in quanto "in preda al panico". Van der Sloot disse di essere stato attirato in Perù e incastrato da un altro giocatore d'azzardo, di nome Elton Garcia, che sosteneva di lavorare sotto copertura per l'FBI.
L'avvocato di Van der Sloot, Maximo Alonso Altez Navarro, dichiarò la sua intenzione di dimettersi dal caso perché rappresentare Van der Sloot "gli creava molti problemi": era stato minacciato e molestato per aver accettato il caso e la famiglia di Van der Sloot non era in grado di permettersi le sue spese legali. Navarro rimase per presentare una mozione per annullare la confessione, sulla base del fatto che il suo cliente non era stato rappresentato correttamente durante l'interrogatorio. Il 25 giugno, il giudice della Corte superiore Wilder Casique Alvizuri respinse la mozione, osservando che Van der Sloot era stato rappresentato da un avvocato nominato dallo Stato e aveva ricevuto un traduttore dall'ambasciata olandese prima della sua confessione. Navarro commentò che Van der Sloot era "depresso" come sarebbe stato chiunque in prigione e che, inizialmente, si era dichiarato innocente.

### Procedimenti penali
L'11 giugno 2010, il giudice della Corte superiore di Lima, Juan Buendia, ordinò che Van der Sloot fosse trattenuto con l'accusa di omicidio di primo grado e rapina, stabilendo che avesse agito con "ferocia e grande crudeltà". Secondo la legge peruviana, Van der Sloot non poteva essere rilasciato su cauzione, e sarebbe stato processato da tre giudici anziché da una giuria. La polizia trasportò Van der Sloot lo stesso giorno dal Palazzo di Giustizia di Lima in un camion blindato, mentre una folla inferocita lanciava verdure marce e urlava ingiurie. Fu portato al carcere di massima sicurezza Miguel Castro Castro e messo in una cella vicino all'ufficio del direttore della prigione per la sua stessa sicurezza.
Fu registrato come detenuto 326390 e separato dagli altri prigionieri, sotto sorveglianza 24 ore su 24, in un blocco di celle di massima sicurezza che ospitava solo un altro detenuto. Van der Sloot avrebbe offerto di rivelare il luogo in cui si trovava il corpo di Holloway in cambio del trasferimento in una prigione di Aruba, perché temeva per la sua vita. Il presidente peruviano Garcia Pérez dichiarò che Van der Sloot avrebbe dovuto essere processato per l'omicidio prima che venisse presa in considerazione qualsiasi richiesta di estradizione; affermò che Van der Sloot avrebbe scontato la sua pena detentiva in Perù. Non esiste alcun trattato per il trasferimento dei prigionieri tra Perù e Paesi Bassi.
Il 15 giugno, le autorità di Aruba e del Perù annunciarono che avrebbero collaborato nei rispettivi casi che coinvolgono Van der Sloot. Gli investigatori di Aruba si aspettavano di poter interrogare Van der Sloot in Perù ad agosto, una volta che le autorità peruviane avessero completato le loro indagini. Alla sua prima udienza formale nell'aula di tribunale in loco della prigione di Miguel Castro Castro il 21 giugno, Van der Sloot si rifiutò di discutere il caso con il giudice Carlos Morales Cordova, sostenendo che il suo diritto a un giusto processo era stato violato. Van der Sloot presentò una denuncia alla Polizia nazionale del Perù, accusando il detective capo Miguel Angel Canlla Ore di cattiva condotta. Affermò anche che il suo computer portatile fosse stato perquisito in modo improprio.
L'avvocato difensore di Van der Sloot presentò una mozione di habeas corpus, contestando la legalità della sua detenzione e annullando le dichiarazioni rilasciate alla polizia. La mozione fu dichiarata infondata dal giudice della Corte superiore Wilder Casique Alvizuri il 25 giugno. Casique Alvizuri confermò tutte e tre le deposizioni rilasciate da Van der Sloot alla polizia e dichiarò che il computer portatile dell'imputato era stato sigillato dalla corte. Navarro giurò di fare ricorso fino alla Corte suprema del Perù e alla Corte interamericana dei diritti umani, con una strategia legale per "paralizzare il processo". La corte peruviana rispose che questo approccio non sarebbe riuscito a ritardare il caso contro Van der Sloot.
Navarro dichiarò di aver intentato causa contro Chinchay, che inizialmente aveva rappresentato Van der Sloot durante il suo interrogatorio, accusandola di abuso di autorità, cospirazione per commettere un crimine e falsa dichiarazione, poiché non aveva trovato il suo nome nell'elenco dei difensori d'ufficio del Ministero della Giustizia del Perù. Navarro presentò anche una denuncia contro il traduttore di Van der Sloot, insistendo sul fatto che si era presentato falsamente come traduttore ufficiale dell'ambasciata olandese.
Chinchay respinse le accuse contro di lei, affermando che Van der Sloot l'avesse scelta come avvocato privato dopo aver rifiutato un altro avvocato difensore, nominato dallo Stato. Contraddisse le affermazioni secondo cui Van der Sloot non avrebbe capito cosa stava firmando, affermando che era in grado di parlare con lui in uno spagnolo perfetto. Disse che Van der Sloot avesse espresso interesse nel parlare del caso Holloway, pensando che avrebbe potuto farlo estradare ad Aruba. Chinchay aggiunse che, quando disse a Van der Sloot che aveva notato che stava firmando vari documenti con firme molto diverse, lui le fece cenno di tacere.
Navarro dichiarò, il 21 agosto 2010, che il caso era in fase di stallo, perché non era stato possibile trovare un interprete ufficiale per il caso in Perù. L'associazione peruviana di traduttori e interpreti e l'ambasciata olandese hanno entrambe dichiarato separatamente all'epoca di non essere state in grado di trovare nessuno che traducesse ufficialmente dallo spagnolo all'olandese. A differenza di Aruba e degli Stati Uniti, il Perù non garantisce il diritto a un processo rapido. Il 6 settembre, una corte d'appello peruviana votò 2 a 1 per respingere la mozione di Van der Sloot secondo cui fosse stato trattenuto illegalmente. Gli statuti peruviani consentono a un sospettato di essere detenuto fino a 18 mesi per l'interrogatorio, sebbene Navarro abbia espresso scetticismo sul fatto che gli ufficiali delle forze dell'ordine lo avrebbero fatto con il suo cliente.
Nel febbraio 2011, Navarro presentò alla corte una difesa per "emozione violenta", sostenendo che Van der Sloot fosse entrato in uno stato di temporanea infermità mentale perché Flores aveva scoperto il suo legame con Holloway dal suo computer portatile. Secondo la legge peruviana, se il giudice avesse accettato tale argomentazione del crimine passionale, la pena per tale dichiarazione sarebbe potuta essere ridotta a soli 3-5 anni; Navarro osservò che ciò avrebbe potuto consentire a Van der Sloot di essere idoneo alla libertà vigilata in appena 20 mesi. Oscar González della polizia peruviana affermò che un esame del computer portatile di Van der Sloot avesse determinato che Flores non avrebbe potuto avere accesso a tali informazioni mentre si trovava nella stanza d'albergo con lui. 
Durante il processo, l'accusa predispose un'indagine psicologica su Van der Sloot, affermando che presentasse i tratti di "una personalità antisociale" e che fosse "indifferente verso il benessere degli altri".

### Ammissione di colpevolezza e condanna
L'11 gennaio 2012, Van der Sloot si dichiarò colpevole di "omicidio qualificato" e rapina ai danni di Flores. Venne dichiarato colpevole e condannato a 28 anni di prigione per l'omicidio del 13 gennaio e a pagare 75.000 dollari alla famiglia Flores. Alcune ore dopo aver appreso della sentenza, Van der Sloot venne trasferito in una prigione di massima sicurezza, Piedras Gordas, situata a nord di Lima. Era previsto che sarebbe stato rilasciato il 10 giugno 2038, fino a quando la sua successiva condanna per traffico di droga non gli avrebbe fatto guadagnare ulteriore tempo in prigione.
Nell'agosto 2014, Van der Sloot venne trasferito nella prigione di Challapalca, nel sud montuoso del Perù, dove le condizioni sono estremamente rigide a causa dell'altitudine del luogo. Due mesi dopo, un servizio di notizie online olandese riportò un'affermazione della moglie di Van der Sloot per la quale l'uomo sarebbe stato gravemente accoltellato da altri prigionieri in Perù. Tale notizia venne contestata dalle autorità peruviane.

### Reazione pubblica
L'indignazione pubblica in Perù per l'omicidio di Flores venne alimentata dai media locali, che etichettarono Van der Sloot come "mostro", "serial killer" e "psicopatico". La copertura di mediatica evidenziò casi analoghi di donne locali uccise da stranieri. I giornali peruviani e colombiani pubblicarono articoli sulle indagini relative alle scomparse di due giovani donne che frequentavano casinò durante il soggiorno di Van der Sloot in almeno due hotel di Bogotà dal 6 al 14 maggio 2010, prima di entrare in Perù.
Il Dipartimento amministrativo della sicurezza della Colombia non considerò Van der Sloot un sospettato, poiché riteneva che la sua presenza a Bogotà fosse semplicemente di transito verso il Perù. Il quotidiano olandese Trouw avvertì che l'enorme pressione sulle autorità sulla presunta colpevolezza di Van der Sloot rischiasse di trasformare il caso in un processo farsa. Il consolato olandese disse alle autorità peruviane di essere preoccupato per il modo in cui Van der Sloot venisse trattato e presentato ai media.
Nel dicembre 2010, la rivista Time nominò l'arresto di Van der Sloot l'evento criminale più notevole dell'anno, prima del caso del cosiddetto "omicidio del paracadute", dell'attentato alla scuola cinese del 2010 e del processo per il rapimento di Elizabeth Smart. ABC News elencò la copertura della confessione di omicidio di Van der Sloot da parte di Good Morning America tra le storie più lette dal suo sito web nel 2010. Un'affiliata della CBS vicino alla città natale di Holloway nominò le accuse penali presentate contro Van der Sloot nel 2010 tra le prime dieci storie dell'anno. Radio Netherlands Worldwide identificò Van der Sloot come uno degli olandesi di cui si è più parlato nel 2010.

### Copertura mediatica nella prigione di Miguel Castro
La cella di Van der Sloot divenne il bersaglio di un circo mediatico, in quanto i giornalisti facevano di tutto per ottenere l'accesso esclusivo. Dopo la sua incarcerazione, l'uomo acconsentì alle interviste solo con De Telegraaf, in cui ammise di aver estorto denaro alla famiglia Holloway e di aver ricevuto numerose proposte di matrimonio nella sua cella, tra cui una da una donna che voleva avere un figlio da lui. Pare che Van der Sloot riceva posta da ammiratori da tutto il mondo, principalmente da donne residenti negli Stati Uniti e nei Paesi Bassi. Secondo fonti interne alla prigione, Van der Sloot in un'occasione chiese 1 milione di dollari in cambio di un'intervista registrata.
L'Ufficio degli Affari Interni dell'Istituto Penitenziario Nazionale del Perù avviò un'azione amministrativa e disciplinare il 23 agosto 2010, quando la rete peruviana América Televisión trasmise una foto di Van der Sloot con altri tre detenuti scattata con l'attrezzatura fotografica ufficiale nella prigione di Miguel Castro Castro. La foto includeva Van der Sloot in posa con il killer colombiano Hugo Trujillo Ospina e con l'assassino americano William Trickett Smith II. Van der Sloot e Smith vennero definiti dai media locali come "gli stranieri accusati degli omicidi di cui si è parlato di più nel nostro paese".
L'11 settembre 2010, Beth Holloway e De Vries si recarono in Perù con una troupe televisiva olandese per visitare la prigione. Secondo Navarro, il suo cliente fu portato a incontrarli "praticamente con la forza" e l'incontro con Holloway durò "meno di un minuto". Holloway disse di aver detto a Van der Sloot di non provare rancore nei suoi confronti e gli chiese informazioni sulla scomparsa della figlia, al che Van der Sloot rispose che non poteva parlarle senza la presenza del suo avvocato e le consegnò il biglietto da visita di Navarro. Tuttavia, intervistata in seguito sull'incontro, Holloway dichiarò di averlo "odiato per cinque anni" e di aver desiderato "strappargli la pelle di dosso".
Secondo Navarro, Holloway si sarebbe introdotta furtivamente nella prigione senza rivelare alla troupe televisiva olandese chi fosse. Un portavoce della prigione dichiarò che il nome di Holloway non era segnato nel registro dei visitatori. Holloway e la troupe vennero mandati via dalla prigione, presumibilmente dopo che le guardie si accorsero di una telecamera nascosta; nonostante ciò, i rappresentanti di Holloway e De Vries negarono il tentativo di utilizzare una telecamera nascosta o di aver sequestrato qualcosa. Il direttore della prigione di Miguel Castro Castro, Alex Samamé Peña, venne sospeso dopo che dei segmenti video del confronto tra la madre di Holloway e Van der Sloot iniziarono a essere trasmessi sulla rete olandese SBS6.
Nell'ottobre 2010, América Televisión trasmise il video di una transazione per la marijuana all'interno della prigione, condotta da un uomo a torso nudo chiamato "gringo Van der Sloot". Navarro disse che la situazione rappresentata fosse una "messa in scena" e chiese al National Penitentiary Institute di indagare su come fosse trapelata. Un portavoce della prigione, Bruno Guzman, disse che Van der Sloot avesse dipinto la sua cella "per alleggerire la sua condizione" e che l'accaduto fosse in fase di indagine.
La madre di Van der Sloot, Anita, dichiarò in un'intervista olandese di ritenere plausibile che suo figlio avesse ucciso Flores e che non gli avrebbe fatto visita in prigione. In un'altra intervista espresse la sua speranza di parlare con la famiglia della vittima per scusarsi.
Nel febbraio 2011, Navarro protestò contro la decisione dei funzionari della prigione di negare a Radio Netherlands Worldwide il permesso per una successiva intervista con Van der Sloot. Navarro affermò che la sentenza fosse stata influenzata dalle imminenti elezioni generali.

### Accuse statunitensi del 2010
Intorno al 29 marzo 2010, Van der Sloot avrebbe contattato John Q. Kelly, il rappresentante legale di Beth Holloway, offrendosi di rivelare il luogo in cui si trovava il corpo di Natalee e le circostanze della sua morte per un anticipo di 25.000 dollari su un totale di 250.000 dollari. Kelly disse in seguito di essersi diretto segretamente ad Aruba in aprile per incontrare Van der Sloot, che aveva urgente bisogno di soldi, e di avergli dato cento dollari. Kelly avvisò l'FBI, che organizzò un'operazione sotto copertura con le autorità di Aruba.
Il 10 maggio, Van der Sloot avrebbe accettato la somma di 15.000 dollari tramite bonifico bancario sul suo conto nei Paesi Bassi, in seguito a un pagamento in contanti di 10.000 dollari che venne filmato da alcuni poliziotti sotto copertura ad Aruba. In cambio, Van der Sloot disse a Kelly che suo padre aveva seppellito i resti di Holloway nelle fondamenta di una casa. Le autorità stabilirono che questa informazione fosse falsa, perché suddetta casa non era ancora stata costruita al momento della scomparsa di Holloway. Van der Sloot in seguito inviò un'e-mail a Kelly dicendo di aver mentito. Beth Holloway rimase scioccata dal fatto che l'FBI non avesse prontamente presentato accuse di estorsione contro Van der Sloot, consentendogli di partire liberamente con i soldi. L'FBI e l'ufficio del procuratore degli Stati Uniti sostennero che il caso non era ancora stato sufficientemente sviluppato per consentire la presentazione delle accuse.
Il 3 giugno 2010, la Corte distrettuale statunitense dell'Alabama settentrionale accusò Van der Sloot di estorsione e frode telematica. Il procuratore statunitense Joyce White Vance emise un mandato di arresto tramite l'Interpol per processarlo negli Stati Uniti. Il 4 giugno, su richiesta del Dipartimento di Giustizia statunitense, le autorità olandesi fecero irruzione e confiscarono oggetti da due case nei Paesi Bassi, una delle quali apparteneva al giornalista Jaap Amesz, che aveva precedentemente intervistato Van der Sloot e che sosteneva di essere a conoscenza delle sue attività criminali.
Gli investigatori di Aruba utilizzarono le informazioni raccolte dal caso di estorsione per effettuare una nuova ricerca su una spiaggia, ma non vennero trovate nuove prove sul caso. L'ufficio del procuratore generale di Aruba dichiarò che non avrebbe chiesto l'estradizione di Van der Sloot ad Aruba. Il 30 giugno, una giuria federale statunitense incriminò formalmente Van der Sloot per le due accuse. L'atto di accusa, depositato presso la Corte distrettuale degli Stati Uniti, chiese la confisca dei 25.100 dollari che erano stati pagati a Van der Sloot.
In un'intervista pubblicata da De Telegraaf il 6 settembre 2010, Van der Sloot ammise il complotto estorsivo, affermando: "Volevo vendicarmi della famiglia di Natalee. I suoi genitori mi hanno reso la vita difficile per cinque anni". Il suo avvocato disse che il suo cliente non era stato pagato per l'intervista, e suggerì invece che ci potessero essere degli errori nella traduzione.
Il 9 marzo 2014, il governo peruviano annunciò che Van der Sloot sarebbe stato estradato negli Stati Uniti nel 2038 per rispondere delle accuse di estorsione e frode telematica, dopo aver scontato la sua condanna a ventotto anni in Perù per l'omicidio di Stephany Tatiana Flores Ramírez.
Nel febbraio 2016, un reporter sotto copertura filmò Van der Sloot mentre confessava l'omicidio di Natalee Holloway. Il filmato mostra Van der Sloot, in olandese, che afferma ridendo di non aver mai detto la verità sull'intero evento e che in effetti ha ucciso Holloway. A tale conversazione assiste anche la sua moglie peruviana.

### Traffico di droga in Perù
Nel febbraio 2021, Van der Sloot venne condannato per traffico di droga mentre scontava la sua pena nella prigione di Challapalca a Juliaca. Aveva avviato un'operazione di traffico di cocaina all'interno della prigione: il familiare di un altro detenuto utilizzava barbabietole da zucchero per contrabbandare cocaina nella prigione nell'agosto 2020 e, a sua volta, Van der Sloot spacciava cocaina all'interno della prigione, oltre a creare una rete di traffico inoltrando pacchi di cocaina dalla prigione ad altre destinazioni all'estero, finché non venne scoperto dai funzionari della prigione.
A Van der Sloot vennero aggiunti altri diciotto anni alla sua condanna originale. La sua liberazione era prevista per il 2045, a causa di una legge peruviana che proibisce alle condanne a pene detentive di superare un massimo di 35 anni quando il prigioniero non è stato condannato all'ergastolo.

### Estradizione negli Stati Uniti e confessione
L'8 giugno 2023, Van der Sloot venne estradato dal Perù negli Stati Uniti, atterrando all'aeroporto di Birmingham a Birmingham, in Alabama, poco prima delle 14:30. Dopo essere arrivato a Birmingham, venne preso in custodia dagli Stati Uniti e trasferito alla prigione di Hoover City. Il 9 giugno, venne portato al tribunale federale di Birmingham con le accuse di estorsione e frode telematica contro Beth Holloway, la madre di Natalee Holloway. Si dichiarò non colpevole di ciascuna accusa.
Il 18 ottobre 2023, in una lettera di offerta come parte di un patteggiamento, Van der Sloot ammise di aver picchiato a morte Holloway su una spiaggia di Aruba. Secondo la trascrizione di un'intervista, Van der Sloot le colpì la testa con un blocco di cemento e gettò il suo corpo nell'oceano. Il giudice Anna Manasco condannò van der Sloot a vent'anni per le accuse di estorsione, che saranno concomitanti con la sua attuale condanna in Perù.

## Vita privata
Il 4 luglio 2014, Van der Sloot ha sposato una donna peruviana di nome Leidy Figueroa, che ha incontrato in una vendita all'interno della prigione. Il 28 settembre 2014, Figueroa e Van der Sloot hanno avuto una figlia.